# ناین اینچ نیلز
ناین اینچ نیلز (به انگلیسی: Nine Inch Nails) یا اِن‌آی‌اِن (NIN که به صورت NIИ نوشته می‌شود) یک گروه موسیقی صنعتی آمریکایی است که از نظر تجاری و انتقادی موفقیت بسیاری کسب کرده‌است. این گروه در سال ۱۹۸۸ در ایالت اوهایو توسط ترنت رزنور تشکیل شد.
ناین اینچ نیلز معروف‌ترین گروه سبک صنعتی است و باعث شد تا این موسیقی به گوش بسیاری از شنوندگان برسد. البته شاید درست نباشد اِن‌آی‌اِن را گروه بنامیم، چراکه تنها عضو رسمی آن ترنت رزنور (آواز، تهیه آهنگ و نوازندگی چندین ساز) است، هرچند که در اجراهای زنده گروهی از نوازندگان او را همراهی می‌کنند. برخلاف بیشتر هنرمندان موسیقی صنعتی، رزنور آهنگ‌های ملودیکی می‌سازد که دارای ساختار سنتی هستند و شعر محور اصلی آن می‌باشد. رزنور به‌وسیله تلفیق پاپ با موسیقی خود نه تنها باعث شده‌است که صداهای خشن الکترونیکی راحت‌تر هضم شوند، بلکه به موسیقی صنعتی (که همیشه سعی کرده‌است تا جایی که می‌تواند مکانیکی باشد) وجه انسانی بخشیده‌است.

## ریشه‌ها
این گروه که اولین بار با پایه گذاری غول موسیقی دیوید بویی در موسیقی اینسترومنتال و موسیقی صنعتی یا اینداستریال علاقه به کار پیدا کرد و خیلی زود توانست ارزوی دیرینه ی خودش رو با صاحب سبک یعنی بویی همکاری داشته باشه که یکی از همکاری های عظیم موسیقی اینداستریال به شمار میاد رزنر مرلین منسون شدیداً تحت تاثیر افکار سبک و قدم های دیوید بویی بوده اند و همیشه در مصاحبه ها اشاره میشه
در مجله ی موزیک مگزین رزنر بعد از سوالی که از او در مورد موسیقی شد گفت هیچ مجموعه ای نیست که دیوید بویی در اون نقش نداشته باشه .
همواره از ناین اینج نیلز به عنوان پادشاه اینداستریال یاد میشه و یکه تاز

## اعضا
به جز ترنت رزنور که مؤسس و عضو دائم گروه می‌باشد، افراد دیگری نیز در گروه حضور دارند (یا داشته‌اند) که عبارت‌اند از:

### اعضای کنونی
- الساندرو کورتینی (Alessandro Cortini)
- ایلان روبین (Ilan Rubin)
- رابین فینک (Robin Finck)

### اعضای پیشین
- لی مارس (Lee Mars)
- جف وارد (Jeff Ward)
- ریچارد پاتریک (Richard Patrick)
- کریس ورنا (Chris Vrenna)
- جیمز وولی (James Woolley)
- دنی لهنر(Danny Lohner)
- آرون نرث (Aaron North)
- چارلی کلوسر (Charlie Clouser)
- جروم دیلن (Jerome Dillon)
- الکس کرپتیس (Alex Carapetis)
- جیوردی وایت (Jeordie White)
- جاستین ملدل-جانسن (Justin Meldal-Johnson)

## آهنگ‌شناسی

### آلبوم‌ها
- Pretty Hate Machine - ۱۹۸۹
- Broken - ۱۹۹۲
- The Downward Spiral - ۱۹۹۴
- The Fragile - ۱۹۹۹
- With Teeth - ۲۰۰۵
- Year Zero - ۲۰۰۷
- Ghosts I-IV - ۲۰۰۸
- The Slip - ۲۰۰۸
- Hesitation Marks - ۲۰۱۳
- ۲۰۱۸ - Bad Witch
- ٢٠٢٠- Ghosts V: Together
- ٢٠٢٠- Ghosts VI: Locusts

### تک‌ترانه‌ها
- ۱۹۸۹ - Down in It
- ۱۹۹۰ - Head Like a Hole
- ۱۹۹۰ - Sin Pretty Hate
- ۱۹۹۲ - Happiness in Slavery
- ۱۹۹۳ - Wish
- ۱۹۹۴ - March of the Pigs
- ۱۹۹۴ - Closer
- ۱۹۹۵ - Piggy
- ۱۹۹۵ - Hurt
- ۱۹۹۷ - The Percfect Drug (Lost Highway Soundtrack)
- ۱۹۹۹ - The Day the World Went Away
- ۱۹۹۹ - We're in This Together
- ۱۹۹۹ - Starfuckers, Inc
- ۲۰۰۰ - Into The Void
- ۲۰۰۰ - Deep (Tomb Raider Soundtrack)
- ۲۰۰۵ - The Hand that Feeds
- ۲۰۰۵ - Only
- ۲۰۰۶ - Every Day Is Exactly the Same
- ۲۰۰۷ - Survivalism
- ۲۰۰۷ - Capital G
- ۲۰۰۸ - Discipline
- ۲۰۱۳ - Came Back Haunted
- ۲۰۱۳ - Copy of A
- ۲۰۱۳ - Everything